# Cupania furfuracea
Cupania furfuracea är en kinesträdsväxtart som beskrevs av Ludwig Radlkofer. Cupania furfuracea ingår i släktet Cupania och familjen kinesträdsväxter. Inga underarter finns listade i Catalogue of Life.